# アルコール性肝疾患
アルコール性肝疾患（アルコールせいかんしっかん、英: Alcoholic liver disease）または、アルコール性肝障害とは、酒の常用飲用（アルコール依存）によって引き起こされる一連の肝臓疾患のこと。アルコール性肝炎の状態では、自覚症状はほとんど無い。アルコール性肝硬変は、全肝硬変の20%程度と考えられている。
アルコール性脂肪肝 {\displaystyle {\ce {->}}} アルコール性肝炎 {\displaystyle {\ce {->}}} アルコール性肝硬変 {\displaystyle {\ce {->}}} 肝細胞癌 の順に進行する。

## 病因
主要要因は、エタノールと代謝物のアセトアルデヒドによる肝臓への直接的な作用であるが、肥満や2型糖尿病などの基礎疾患と栄養状態は進展促進因子とされるほか、腸内細菌叢の多様性喪失が重症化に関与していると報告されている。
飲酒によって血中に入ったアルコール（エタノール）は消化管で吸収され門脈を通って肝臓で代謝される。（胃でも代謝されるが本記事の対象外であるため記述しない）
肝臓では主に、以下によって代謝される。代謝に関与する物質は、主にカラターゼ・アルコール脱水素酵素・チトクロームP-450 2E1,1A2,3A4
1次代謝
- アルコール脱水素酵素（alcohol dehydrogenase：ADH）

エタノール {\displaystyle {\ce {->}}} アセトアルデヒドへと分解
- ミクロゾームエタノール酸化系（Microsomal Ethanol-Oxidizing System：MEOS）

エタノール {\displaystyle {\ce {->}}} アセトアルデヒドまたはアセトアルデヒド {\displaystyle {\ce {->}}} 酢酸（アセチルCoA）へと分解
2次代謝
- アセトアルデヒド脱水素酵素（aldehyde dehydrogenase：ALDH）

アセトアルデヒド {\displaystyle {\ce {->}}} 酢酸（アセチルCoA）へと分解
酢酸はクエン酸回路（TCA回路）によりエネルギー源となり、最終的に二酸化炭素と水になる。

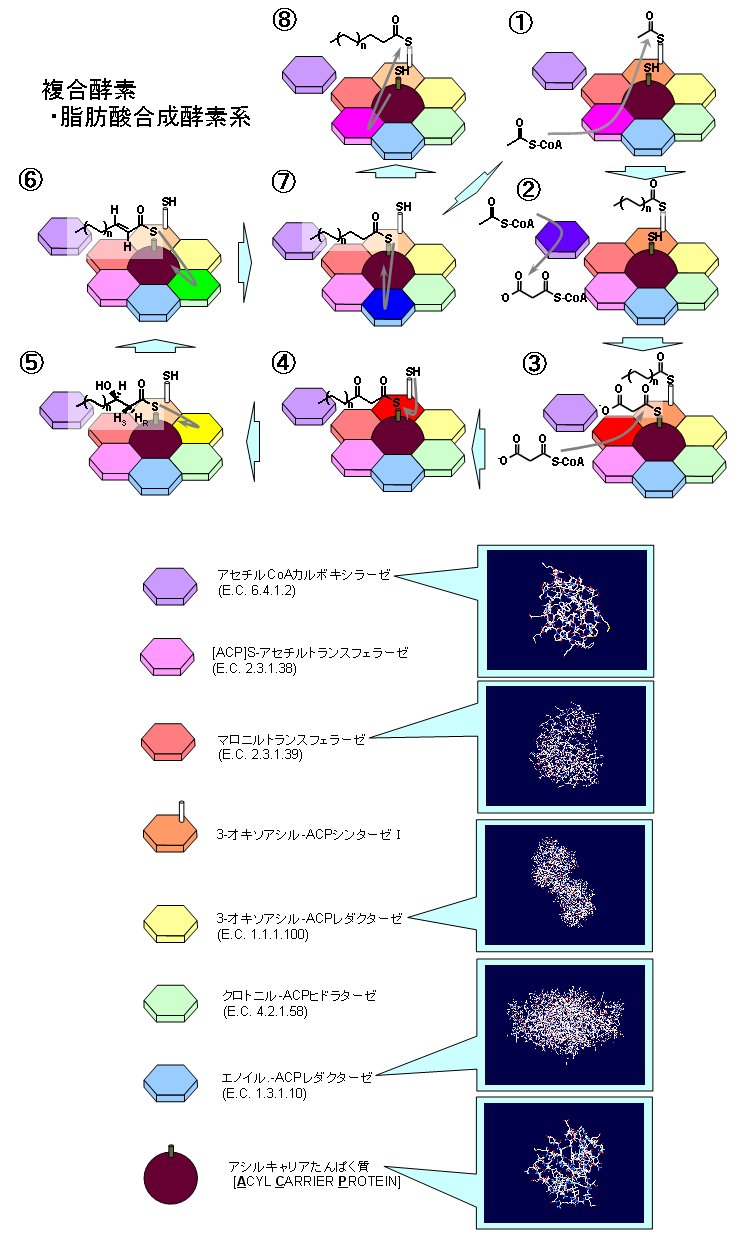
複脂肪酸生合成系
クリックで拡大・解説

脂肪酸生合成はアセチルCoA（炭素数2）を出発物質として、ここにマロニルCoA（炭素数3）が脱炭酸的に結合していく経路である。すなわち、炭素数2個ずつ反応サイクルごとに増加し、任意の炭素鎖を持った脂肪酸が作成されることとなる（脂肪酸#生合成参照）。
アルコールを大量・持続飲用することで、上記の代謝経路によって分解が追いつかず、かつ、代謝・合成された脂肪酸の酸化障害と、エタノールの代謝中間生成物のアセトアルデヒドの有する肝毒性とエタノール自体の影響によって肝細胞に炎症や壊死を生じる。

## 診断
長期（通常 5年以上）にわたる過剰の飲酒が肝障害の主な原因と考えられる病態で、以下の条件を満たすもの
1. 過剰の飲酒とは、1 日平均純エタノール 60 g 以上の飲酒（常習飲酒家）をいう。ただし女性や ALDH2 活性欠損者では、1 日 40 g 程度の飲酒でも AL 性肝障害を起こしうる。※60 gは絶対的な基準では無い。" 禁酒により、血清 AST（アスパラギン酸アミノ基転移酵素）、ALT（アラニンアミノ基転移酵素） およびγ-GTP（γ-グルタミルトランスフェラーゼ） 値が明らかに改善する。
2. 肝炎ウイルスマーカー，抗ミトコンドリア抗体，抗核抗体がいずれも陰性である。

<附記>
1. 肥満者
2. 肝炎ウイルスマーカー，抗ミトコンドリア抗体，抗核抗体の取り扱い

※谷合麻紀子(2018)、「アルコール性肝障害の現況」より引用し改変。

## 病理

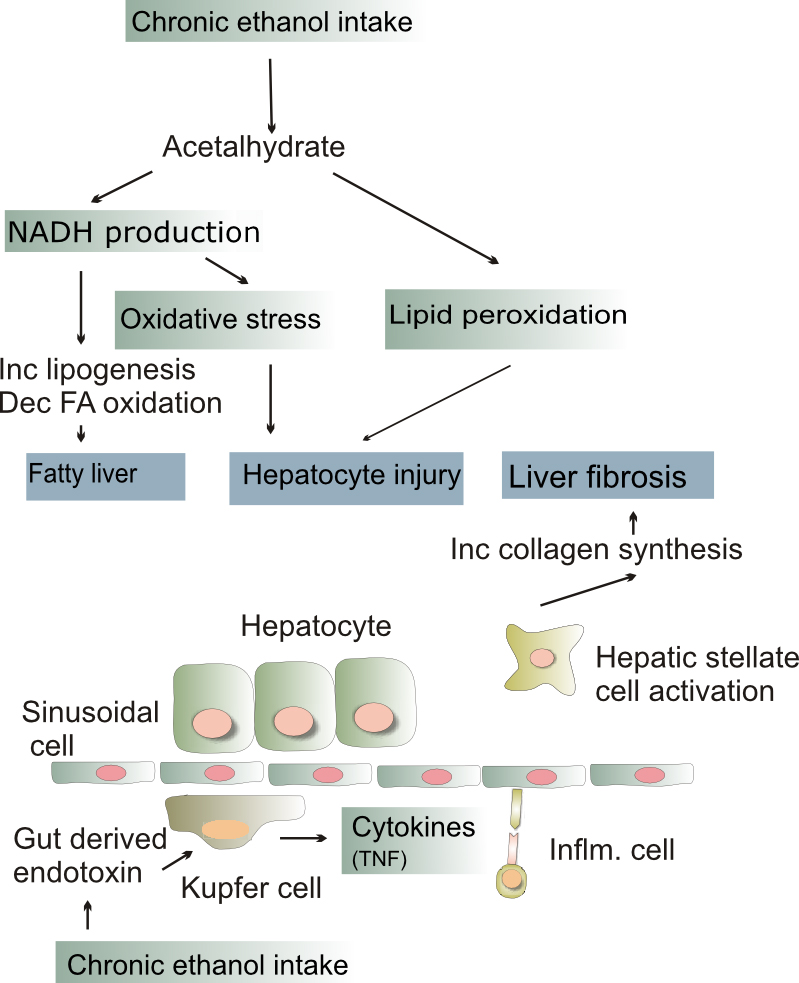

病理組織学的に以下へ進行していく
- アルコール性脂肪肝

- アルコール性肝炎

慢性の大酒家が更に過剰な飲酒をすることで発症する。

- アルコール性肝硬変

慢性のアルコール性肝硬変と急性アルコール性肝炎が合併した重症型アルコール性肝炎SAH(severe alcoholic hepatitis) を発症すると、断酒を行っても症状は改善せず肝臓の腫大も継続する。多くの症例では、肝性脳症、肺炎、急性腎不全、消化管出血、エンドトキシン血症などを伴う。予後は極めて悪く、多臓器不全によって1ヶ月程度で死亡する。

## 臨床像
肝硬変に至るまでの期間は性差があり女性が有意に短く、且つ少量の飲酒で重症化しやすい。
針原(1998)らの報告によれば、発症までの飲酒歴や飲酒量と性差は、
- 飲酒量：男性 29±13年、女性 14±11年
- 肝硬変合併率：性差無し
- （入院時）腎不全合併率：男性 44%、女性 0%

他の肝疾患と比較し、ビタミン、微量金属栄養の欠乏状態が顕著で、ビタミンBと亜鉛の欠乏が合併症の発症と重症化に大きく関与している。

### 症状
基本的に肝硬変に至るまで目立った症状はない。またアルコール依存症である場合も多く、治療コンプライアンスが維持できないことも多い。なお、女性では月経異常や無月経、男性では睾丸萎縮と女性化乳房症が現れることがある。
肝障害特有の、黄疸、全身倦怠感、食欲低下、発熱。

### 血液検査
- アスパラギン酸アミノ基転移酵素(AST)・アラニンアミノ基転移酵素(ALT)：AST優位の上昇を示すことが多い。
- γ-GTP：上昇傾向を示す

## 治療
禁酒。
重症症例では、肝移植、白血球除去、血漿交換、ステロイド投与が有効であったとする報告がある、持続血液濾過透析。
アルコール性肝炎では、糖質、ビタミン、微量金属栄養素を重要視した高蛋白質・低脂肪な栄養管理と伏臥安静により急速に改善する。
メチルプレドニゾロンの投与は長期的な生存率に影響を与えない、また抗ヒトTNF-αモノクローナル抗体（インフリキシマブ）の投与は、1カ月死亡率を低下させるとの報告がある。